# منتخب إسبانيا تحت 21 سنة لكرة القدم

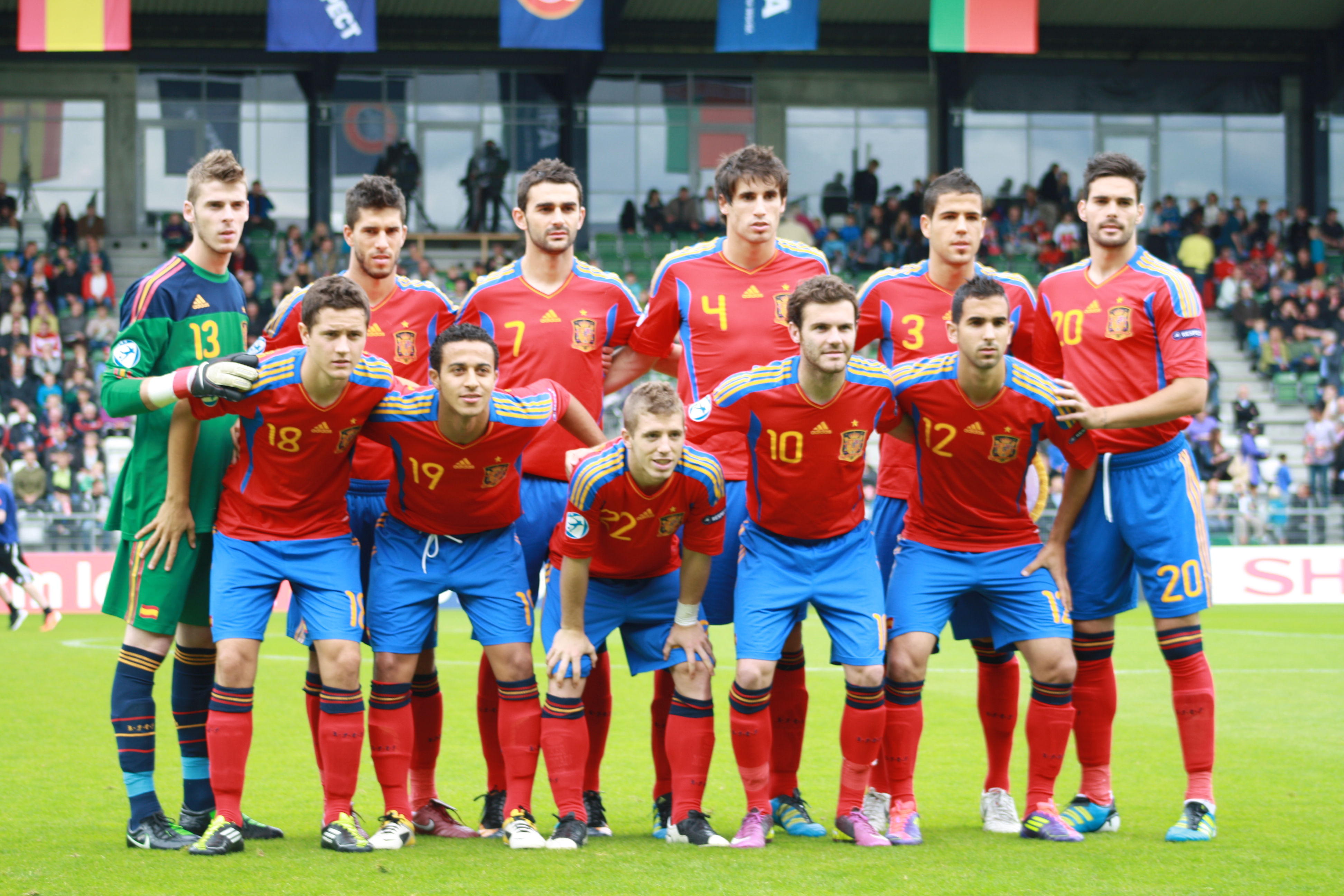
فريق المنتخب في سنة 2011.

منتخب إسبانيا تحت 21 سنة لكرة القدم هو منتخب إسبانيا للاعبين الذين هم دون سن الـ21 سنة، ولعب فيه الكثير من اللاعبين، وعمل هذا المنتخب على إنشائهم لكي يلعبوا في منتخب إسبانيا تحت 23 سنة. وقد صنع هذا المنتخب الكثير من الأساطير واللاعبين الكبار.[بحاجة لمصدر]